# TVEL

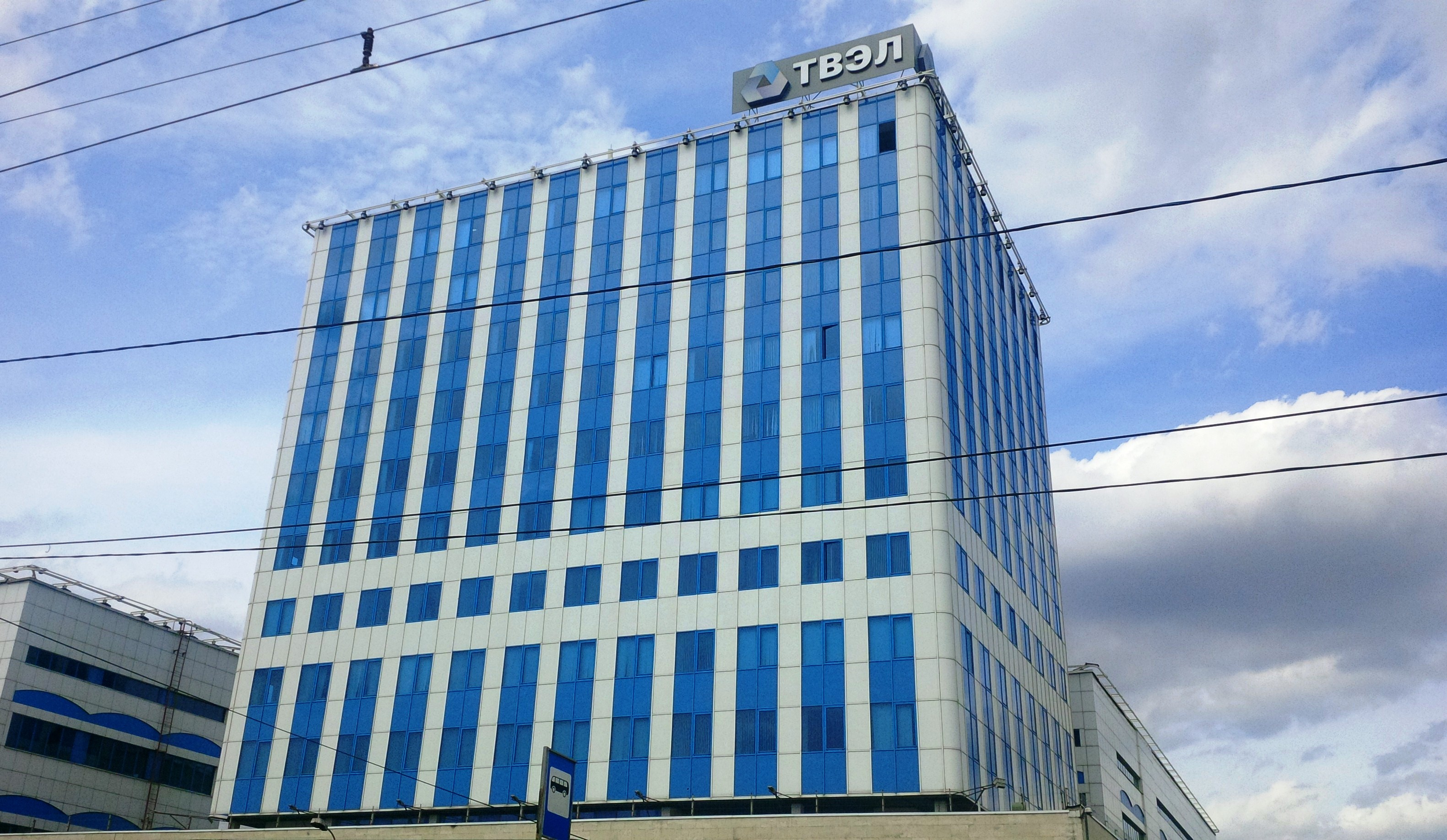
TVEL-kantoor in Moskou

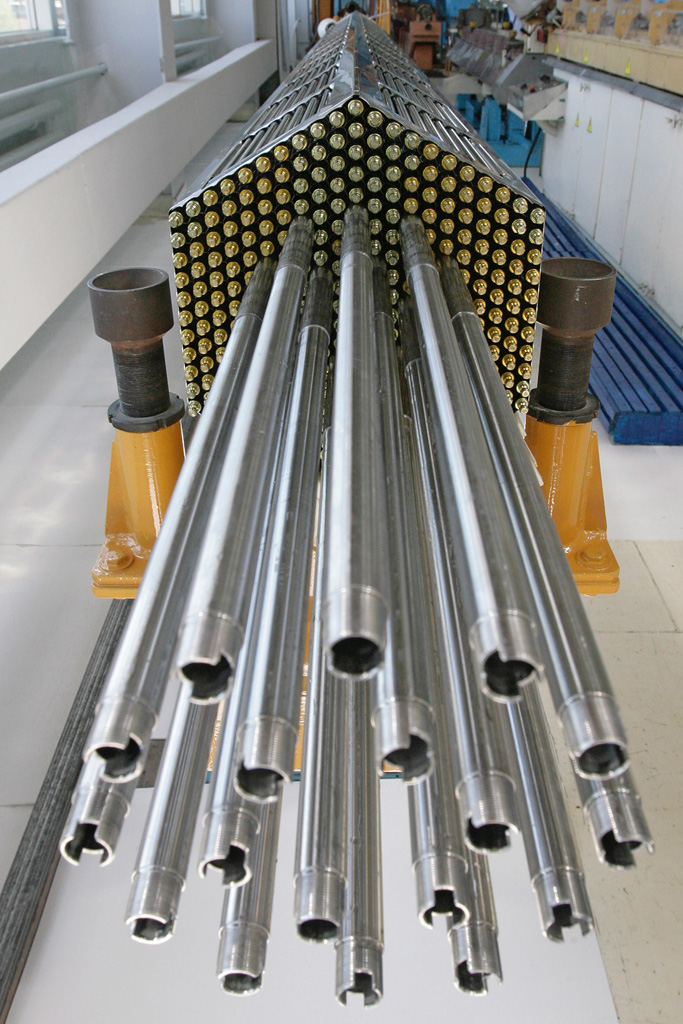
Brandstofstaven in TVEL's Chemical Concentrate Plant te Novosibirsk

TVEL (Russisch: ТВЭЛ) is een in 1996 opgericht Russische nucleair verwerkingsbedrijf met het hoofdkantoor in Moskou. Het was tot 2007 een van de werkmaatschappijen van Atomenergoprom, maar ging dat jaar over naar Rosatom en dan naar Atomenergoprom. De voorzitter van het college van bestuur is Joeri Aleksandrovitsj Olenin.

## Bedrijfsactiviteiten
TVEL werkt voornamelijk aan het ontginnen, produceren en opwerken van kernbrandstof voor het opwekken van elektriciteit en voor onderzoeksdoeleinden.
Uraniumerts bestaat uit twee isotopen: uranium-235 (0,7%) en uranium-238 (99,3%). Een kerncentrale gebruikt verrijkt uranium met daarin ongeveer 4% van de isotoop uranium-235. Voor het verrijken van uranium maakt het bedrijf gebruik van ultracentrifugetechnologie. Nadat het erts gewonnen is, wordt het gebonden aan fluor en ontstaat uraniumhexafluoride, een vaste stof. Na verhitting wordt uraniumhexafluoride gasvormig en dat gas wordt in de ultracentrifuges geleid. Hier wordt het uraniumhexafluoride met het zwaardere uranium-238 naar de wand van de centrifuge geslingerd en daar afgetapt: dit is verarmd uraniumhexafluoride. Het uraniumhexafluoride met het lichtere uranium-235 blijft meer in het midden en dat wordt daar afgetapt. Dit is de verrijkte fractie. Beide fracties worden opgevangen in stalen cilinders en gekoeld tot het uraniumhexafluoride weer een vaste stof wordt.
TVEL is wereldwijd een belangrijke speler voor kernbrandstof. Het was in 2015 na het Franse Areva en Westinghouse Electric Company, onderdeel van het Japanse bedrijf Toshiba, de derde partij met een wereldwijd marktaandeel van 17%. Bij de opwerking van uranium is TVEL de grootste speler met een markaandeel van 36% met het Nederlandse URENCO op de tweede plaats met een aandeel van 30%.
In 2014 was TVEL de enige leverancier van kernbrandstof aan Rusland, Hongarije, Slowakije, Tsjechië, Bulgarije, Oekraïne en Armenië. Het leverde verder de helft van alle benodigde nucleaire brandstof aan Finland en had een meer bescheiden aandeel met leveringen aan de Volksrepubliek China en India. Het leverde kernbrandstof aan 78 kernreactoren in 15 landen en verder aan zo’n 30 onderzoeksreactoren.
De omzet in 2014 bedroeg ongeveer RUR 138 miljard en realiseerde hiermee een winst van RUR 21 miljard. In 2005 was de omzet nog 30 miljard roebel.